# Margarita Levieva
Margarita Levieva (ur. 9 lutego 1980 w Leningradzie) – amerykańska aktorka rosyjskiego pochodzenia.

## Życiorys
Kiedy miała 3 lata rozpoczęła naukę gimnastyki, którą kontynuowała do wyjazdu do USA. Przeprowadziła się do Stanów Zjednoczonych w młodym wieku i rozpoczęła naukę w szkole w Secaucus w New Jersey.
Kiedy miała 11 lat, jej matka przeprowadziła się wraz z nią i jej bratem bliźniakiem do Nowego Jorku. Później studiowała ekonomię na Uniwersytecie Nowego Jorku. Jednak jej pasją zawsze było aktorstwo. Została przyjęta do Meisner Training Program w William Esper Studio.
Levieva grała w serii telewizji Fox pod tytułem Zaginiona. Wcześniej zagrała gościnną rolę w Prawo i bezprawie (Law & Order: Trial by Jury, 2005). Zagrała również w pilotach N.Y.-70 (2005) i The Prince (2006) oraz jedną z głównych ról w serialu Kroniki Times Square emitowanym na kanale HBO (2017). Wystąpiła m.in. w filmach Billy’s Choice (2004), Niewidzialny (The Invisible, 2007) i Hałas (Noise, 2007).
W 2005 New York Magazine uznał Levievę za jedną z pięćdziesięciu najpiękniejszych ludzi Nowego Jorku.

## Filmografia
Filmy
- Billy’s Choice (2004) jako Julie Romano
- N.Y.-70 (2005) jako Cindy
- The Prince (2006) jako Isabelle
- What's Not to Love? (2006) jako Blake
- David's Apartment (2007)
- Niewidzialny (The Invisible, 2007) jako Annie Newton
- Salted Nuts (2007) jako Alyssa
- Hałas (Noise, 2007) jako Ekaterina Filippovna
- Amerykańskie ciacho (Spread, 2009) jako Heather
- Adventureland (2009) jako Lisa P
- Dla Ellen (For Ellen, 2012) jako Claire Taylor
- Rycerze (nie) na niby (2013) jako Beth
- Sypiając z innymi (2015) jako Hannah
- Wyznania nastolatki (2015) jako Tabatha
- Martwy świat (Future World, 2018) jako Lei
- Inherit the Viper (2019) jako Josie Conley

Seriale
- Prawo i bezprawie (Law & Order: Trial by Jury, 2005) jako Stephanie Davis (gościnnie, 1 odcinek)
- Zaginiona (Vanished, 2006) jako Marcy Collins (13 odcinków)
- Kings (2009) jako Claudia (1 odcinek)
- Zemsta (2011-2015) jako Amanda Clark / Emily Thorne
- Czarna lista (2013-2016) jako Gina Zanetakos
- Allegiance (2015) jako Natalie O'Connor
- Kroniki Times Square (The Deuce, 2017-2019) jako Abby Parker
- Z zimnej strefy (In from the Cold, 2022) jako Jenny Franklin
- Litwinienko (Litvinenko, 2022) jako Marina Litvinenko
- Gwiezdne wojny: Akolita (Star Wars: The Acolyte, 2024) jako Koril
- Daredevil: Odrodzenie (Daredevil: Born Again, 2025) jako Heather Glenn